# Mim blau
El mim blau (Melanotis caerulescens) és una espècie d'ocell passeriforme de la família dels mímids. És endèmic de Mèxic, on viu a altituds de fins a 3.200 msnm. De vegades ultrapassa la seva distribució habitual i arriba als Estats Units. És una espècie en risc mínim, és a dir, no sembla que hi hagi cap amenaça significativa per a la seva supervivència. El seu nom específic, caerulescens, significa 'blavós' en llatí.